# (15949) Rhaeticus
(15949) Rhaeticus est un astéroïde de la ceinture principale.

## Description
(15949) Rhaeticus est un astéroïde de la ceinture principale. Il fut découvert le 17 janvier 1998 à Linz par Erich Meyer et Erwin Obermair. Il présente une orbite caractérisée par un demi-grand axe de 2,28 UA, une excentricité de 0,14 et une inclinaison de 7,4° par rapport à l'écliptique.

## Compléments